# Willem Van Schuerbeeck
Willem Van Schuerbeeck, född 24 oktober 1984, är en friidrottare från Belgien. Han deltog vid olympiska sommarspelen 2016.